# Ponte romano a Nimreh
Il ponte romano di Namara (l'odierna Nimreh) è nelle vicinanze di Shahba (l'antica Philippopolis) nella Siria e risale al III o IV secolo d.C.. Si trova 80 km a sud-est di Damasco nella regione montuoso-vulcanica di Hauran (nome antico:Auranitis) e attraversa il fiume Wadi al-Liwa. La sua costruzione ad arco trasversale deriva da un'antica tradizione edilizia della regione di Hauran.